# Volker Schulz (Anglist)
Volker Schulz (* 21. Juni 1940; † 13. Oktober 2020) war ein deutscher Anglist.

## Leben
Er studierte Anglistik und Germanistik in Erlangen, Berlin und München (erstes Lehramtsexamen). Er war Studienreferendar an Gymnasien in Schweinfurt und Würzburg. Nach der Promotion und der Habilitation in Würzburg war er von 1979 bis zur Emeritierung 2005 Professor für Literaturwissenschaft/Neuere englische Literatur an der damaligen Abteilung Vechta der Universität Osnabrück (ab 1995 Hochschule Vechta, seit 2010 Universität Vechta).
Seine Forschungsschwerpunkte waren die Theorie des Komischen und die Theorie der literarischen Narrativik, praktische Textanalysen der Komödien Shakespeares und des kurzepischen Werks Graham Greenes.

## Schriften (Auswahl)
- Studien zum Komischen in Shakespeares Komödien. Darmstadt 1971, OCLC 462846524.
- Das kurzepische Werk Graham Greenes. Gesamtdarstellung und Einzelinterpretationen. Trier 1987, ISBN 3-922031-27-7.
- A structuralist generative model of literary narrative. The theory and practice of analyzing fiction. Frankfurt am Main 2005, ISBN 3-631-51408-5.
- Analytisch-evaluative Kritik der Übersetzung von Erzählprosa. Eine Fallstudie zu Eva Schönfelds Übersetzung von Doris Lessings Novelle The fifth child. Frankfurt am Main 2014, ISBN 3-631-56941-6.